# Saint-Loup-Lamairé
 (octobre 2008).
Pour les articles homonymes, voir Saint-Loup.
Saint-Loup-Lamairé est une commune du Centre-Ouest de la France située dans le département des Deux-Sèvres en région Nouvelle-Aquitaine.
Elle est constituée de deux entités territoriales disjointes correspondant aux deux anciennes communes de Saint-Loup-sur-Thouet et Lamairé qui ont fusionné en 1974.

## Géographie

### Situation
La ville de Saint-Loup-sur-Thouet se situe au nord-est des Deux-Sèvres, au confluent du Thouet et du Cébron, entre la Gâtine à l’ouest, le bocage au nord-ouest et les plaines du Thouarsais à l’est.
La ville est construite directement sur un socle ancien primaire usé par l’érosion, composé de roches dures, granit et granulite. On retrouve ainsi à Saint-Loup plusieurs types de roches qui dépendent de l’érosion du granit. Par exemple, les parties les moins résistantes forment de la roche sableuse tandis que le granit décomposé par l’oxyde de fer se transforme en roche friable de couleur rougeâtre, que l’on retrouve dans certains mortiers anciens. Cependant, ce sont les terres argilo-siliceuses d’origine tertiaire qui dominent la commune.
La commune est établie à environ 70 km de Poitiers, 30 km de Thouars et de Bressuire, et 20 km de Parthenay.

### Avantages et contraintes du site

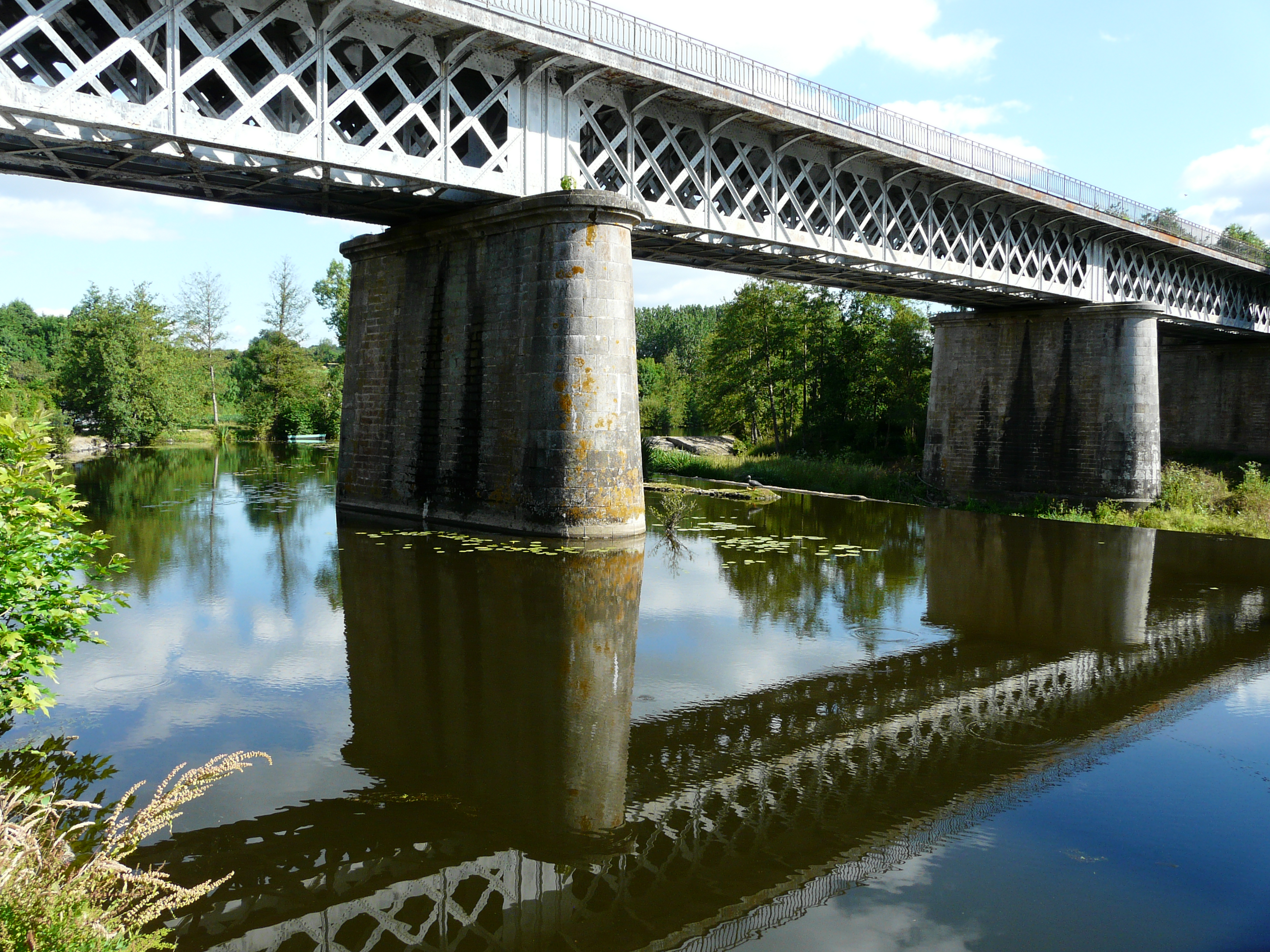
Le pont du chemin de fer sur le Thouet à Saint-Loup-sur-Thouet.

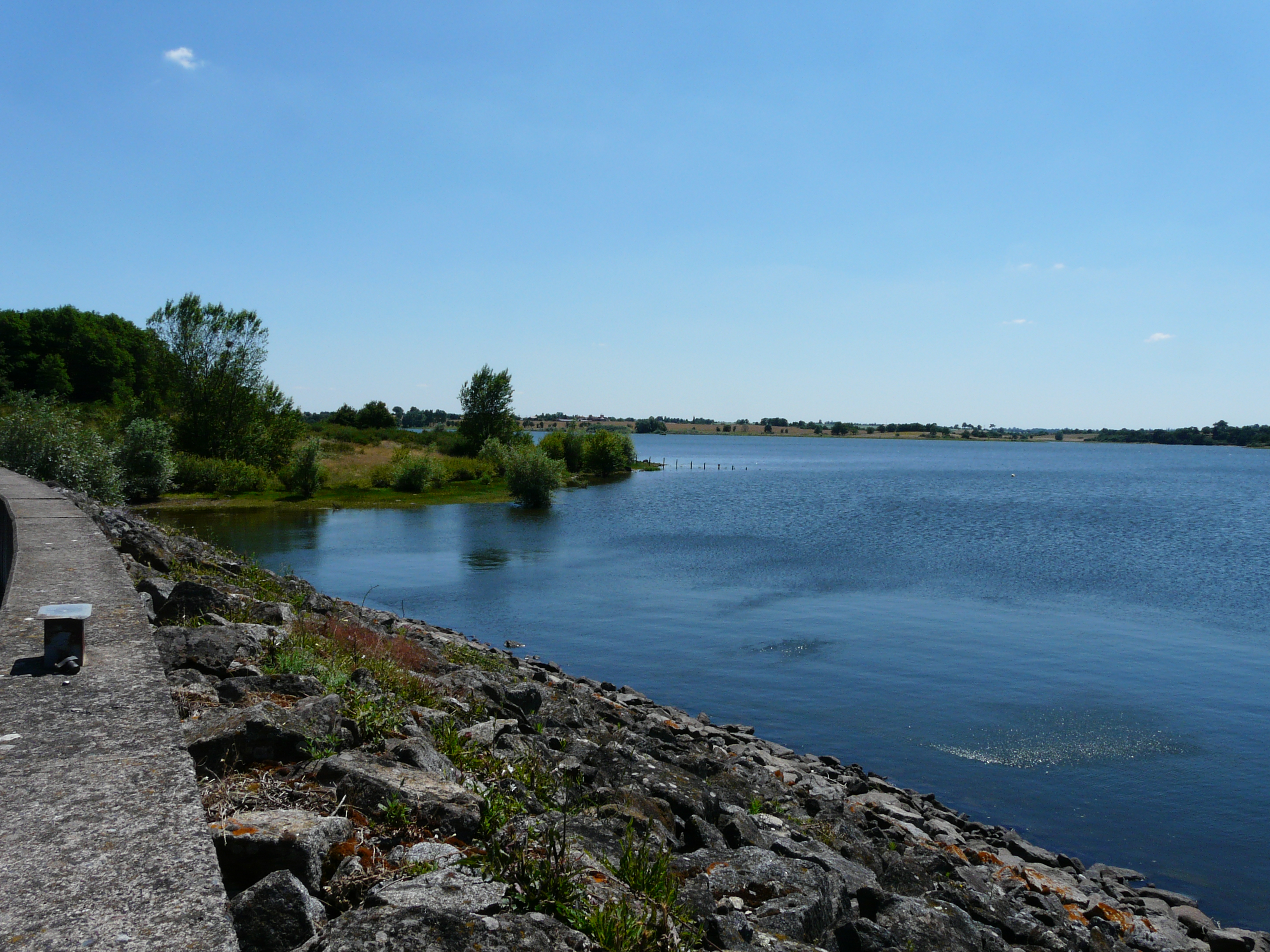
Le lac du Cébron en limites de Gourgé et Saint-Loup-Lamairé.

Saint-Loup s’inscrit dans un fond de vallée entouré par des collines. Le centre-ville est à une altitude moyenne de 74 mètres au-dessus de la mer tandis que les petites collines qui englobent la ville s’échelonnent entre 110 et 140 mètres en moyenne, le point culminant étant à 162 mètres d’altitude.
Le Thouet n’est pas navigable mais pouvait être utilisé pour faire fonctionner des moulins. Il forme une grande boucle à partir de Saint-Loup, dont la rive gauche est dominée par des collines boisées et dont la rive droite est plutôt plane et alluviale, au contact direct avec la ville. S’ajoute à cette rivière son affluent sur sa rive gauche, le Cébron, né lui aussi dans la Gâtine. Ces deux cours d’eau ont apporté leurs avantages mais aussi leurs contraintes au site de Saint-Loup-sur-Thouet. En effet, ces derniers ont permis d’obtenir deux barrières naturelles non négligeables pour défendre la ville au cours du Moyen Âge. Ils ont en outre apporté une certaine fertilité aux terres environnantes, facilitant ainsi la vie quotidienne des habitants. Mais en contrepartie, la proximité du Thouet et du Cébron, et la faible altitude du site ont dû causer de nombreuses inondations au cours des siècles. Le barrage du Cébron a considérablement régulé ces crues, mais il n’existait pas au Moyen Âge. Des parties de la ville ont certainement dû subir plusieurs phases de reconstructions.
Les accès à la ville sont assez peu importants. Au nord, on peut rejoindre Louin, Airvault et Thouars ; au sud, on peut atteindre Le Chillou, Gourgé, et par ce même axe Parthenay ; à l’ouest, on peut se rendre au petit bourg d'Amailloux et à l'est, en passant par Assais-les-Jumeaux, on peut rejoindre la route de Poitiers.

### Développement morphologique urbain
- Saint-Loup s'est établie en deux temps durant l'époque médiévale : une première phase au sein d'un enclos castral doté d'un noyau seigneurial et d'un ancien prieuré, et une seconde phase à la fin du XVe siècle autour de l'axe nord-sud formé par l'actuelle rue Théophane-Vénard.
- Dès le XVe siècle apparaîtra le quadrillage plus ou moins régulier qui compose la ville. Ce dernier est d'ailleurs toujours en place de nos jours et les rues n'ont pas changé, comme le montre le plan de 1740[1] ou le cadastre ancien. On peut donc encore apercevoir des maisons à pan de bois de la fin du XVe siècle ou du début du XVIe siècle qui longent ces rues et surtout la rue principale reliant l'ancien château à l'église Notre-Dame, c'est-à-dire la rue Théophane-Vénard.

### Climat
Pour des articles plus généraux, voir Climat de la Nouvelle-Aquitaine et Climat des Deux-Sèvres.
Historiquement, la commune est exposée à un climat océanique du nord-ouest.
En 2020, Météo-France publie une typologie des climats de la France métropolitaine dans laquelle la commune est dans une zone de transition entre le climat océanique et le climat océanique altéré et est dans la région climatique Poitou-Charentes, caractérisée par un bon ensoleillement, particulièrement en été et des vents modérés.
Pour la période 1971-2000, la température annuelle moyenne est de 11,6 °C, avec une amplitude thermique annuelle de 15,1 °C. Le cumul annuel moyen de précipitations est de 734 mm, avec 11,9 jours de précipitations en janvier et 6,9 jours en juillet. Pour la période 1991-2020, la température moyenne annuelle observée sur la station météorologique la plus proche, située sur la commune de Glénay à 10 km à vol d'oiseau, est de 12,6 °C et le cumul annuel moyen de précipitations est de 647,9 mm,. Pour l'avenir, les paramètres climatiques de la commune estimés pour 2050 selon différents scénarios d’émission de gaz à effet de serre sont consultables sur un site dédié publié par Météo-France en novembre 2022.

## Urbanisme

### Typologie
Au 1er janvier 2024, Saint-Loup-Lamairé est catégorisée commune rurale à habitat dispersé, selon la nouvelle grille communale de densité à sept niveaux définie par l'Insee en 2022.
Elle est située hors unité urbaine et hors attraction des villes,.

### Occupation des sols
L'occupation des sols de la commune, telle qu'elle ressort de la base de données européenne d’occupation biophysique des sols Corine Land Cover (CLC), est marquée par l'importance des territoires agricoles (85,6 % en 2018), une proportion sensiblement équivalente à celle de 1990 (86 %). La répartition détaillée en 2018 est la suivante : 
zones agricoles hétérogènes (46,9 %), terres arables (31,9 %), forêts (8,7 %), prairies (6,8 %), zones urbanisées (3,1 %), eaux continentales (1,3 %), milieux à végétation arbustive et/ou herbacée (1,2 %). L'évolution de l’occupation des sols de la commune et de ses infrastructures peut être observée sur les différentes représentations cartographiques du territoire : la carte de Cassini (XVIIIe siècle), la carte d'état-major (1820-1866) et les cartes ou photos aériennes de l'IGN pour la période actuelle (1950 à aujourd'hui).

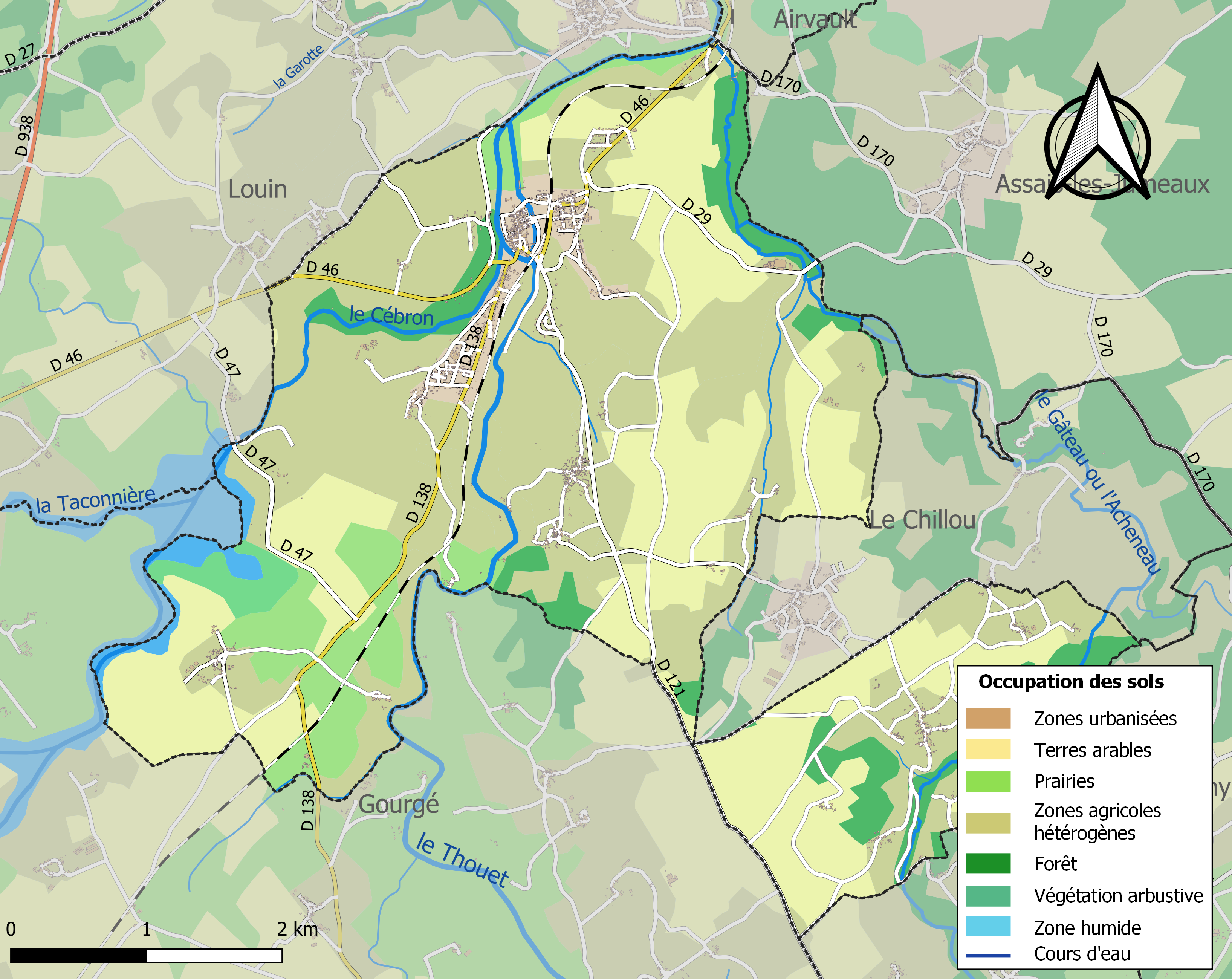
Carte des infrastructures et de l'occupation des sols de la commune en 2018 (CLC).

### Risques majeurs
Le territoire de la commune de Saint-Loup-Lamairé est vulnérable à différents aléas naturels : météorologiques (tempête, orage, neige, grand froid, canicule ou sécheresse), inondations, mouvements de terrains et séisme (sismicité modérée). Il est également exposé à un risque technologique, la rupture d'un barrage, et à un risque particulier : le risque de radon. Un site publié par le BRGM permet d'évaluer simplement et rapidement les risques d'un bien localisé soit par son adresse soit par le numéro de sa parcelle.

#### Risques naturels
Certaines parties du territoire communal sont susceptibles d’être affectées par le risque d’inondation par débordement de cours d'eau, notamment le Thouet, le Cébron et le Gâteau. La commune a été reconnue en état de catastrophe naturelle au titre des dommages causés par les inondations et coulées de boue survenues en 1982, 1983, 1992, 1995, 1999 et 2010,. Le risque inondation est pris en compte dans l'aménagement du territoire de la commune par le biais du plan de prévention des risques inondation (PPRI) de la « Vallée du Thouet », approuvé le 13 novembre 2008, dont le périmètre regroupe 22 communes.

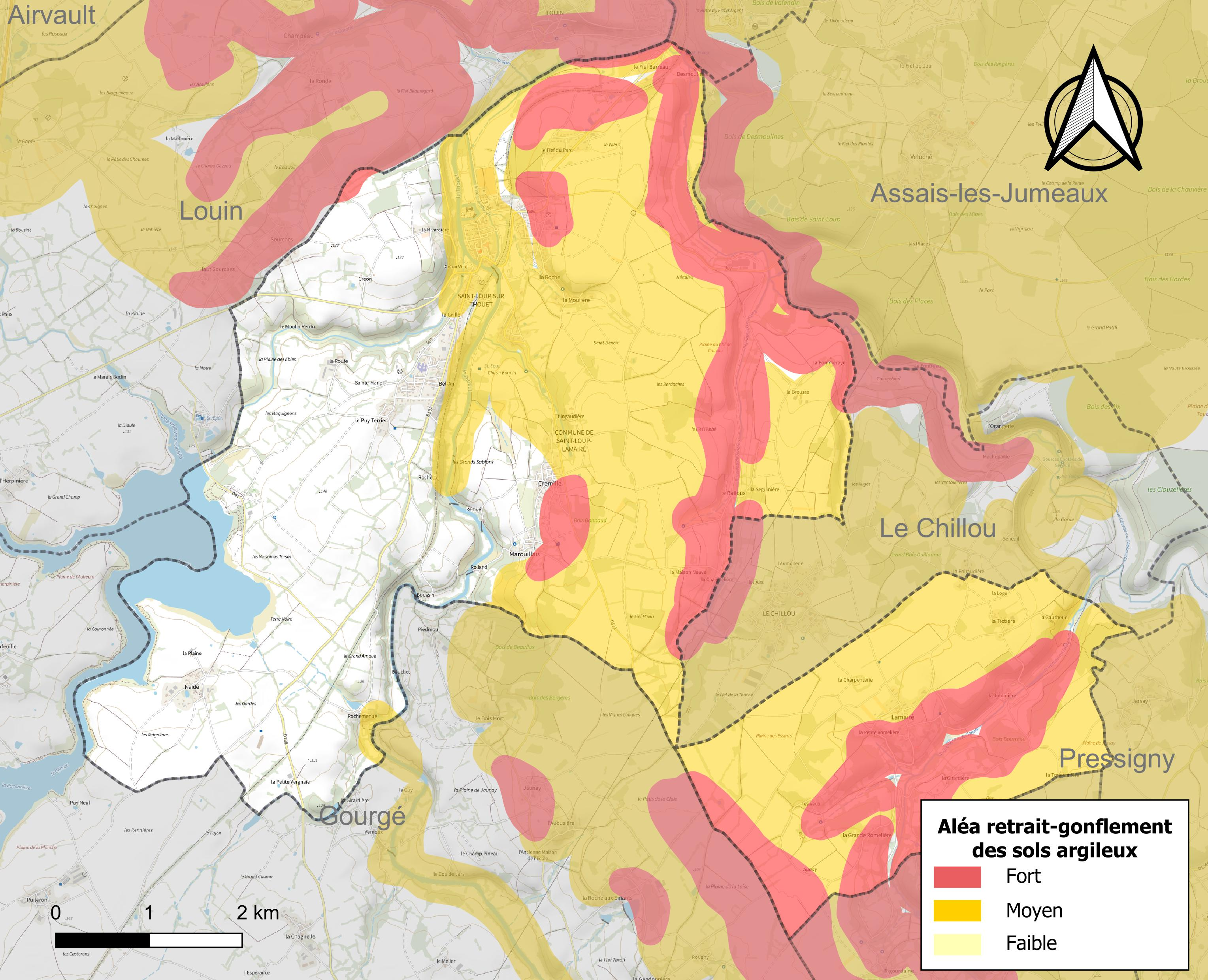
Carte des zones d'aléa retrait-gonflement des sols argileux de Saint-Loup-Lamairé.

Les mouvements de terrains susceptibles de se produire sur la commune sont des tassements différentiels. Le retrait-gonflement des sols argileux est susceptible d'engendrer des dommages importants aux bâtiments en cas d’alternance de périodes de sécheresse et de pluie. 62,3 % de la superficie communale est en aléa moyen ou fort (54,9 % au niveau départemental et 48,5 % au niveau national). Depuis le 1er octobre 2020, en application de la loi ELAN, différentes contraintes s'imposent aux vendeurs, maîtres d'ouvrages ou constructeurs de biens situés dans une zone classée en aléa moyen ou fort,.
La commune a été reconnue en état de catastrophe naturelle au titre des dommages causés par la sécheresse en 1989, 2003 et 2017 et par des mouvements de terrain en 1999 et 2010.

#### Risque technologique
La commune est en outre située en aval du barrage du Puy Terrier, un ouvrage de classe A mis en service en 1982 sur le territoire des communes de Saint-Loup-Lamairé, Louin et Gourgé, sur le cours d’eau le Cébron, affluent du Thouet. À ce titre elle est susceptible d’être touchée par l’onde de submersion consécutive à la rupture de cet ouvrage.

#### Risque particulier
Dans plusieurs parties du territoire national, le radon, accumulé dans certains logements ou autres locaux, peut constituer une source significative d’exposition de la population aux rayonnements ionisants. Selon la classification de 2018, la commune de Saint-Loup-Lamairé est classée en zone 3, à savoir zone à potentiel radon significatif.

## Toponymie
Seul Bélisaire Ledain a apporté le résultat de ses recherches dans son "Dictionnaire Topographique des Deux-Sèvres".
Saint-Loup a connu deux noms radicalement différents, certaines mentions tardives s’en ressentent. En effet, Saint-Loup détermine la ville tandis que le Fief-Franc est un ensemble comprenant Saint-Loup et deux petits bourgs environnants, Le Chillou et Louin.
La première mention écrite de Saint-Loup provient de la charte de réforme de l’abbaye d’Airvault par l’évêque de Poitiers Pierre II, en 1095-1096. On y retrouve les termes latins suivants : « Ecclesie Sancti Lupi et Sancti Pancratii ». La seconde mention apportée par les recherches de Bélisaire Ledain ne donnent pas de datation précise ; en effet, il se contente de rapporter « sanctus Lupus » du XIIe siècle. Il a retrouvé ensuite une forme de 1356, parlant d’une « Aumônerie de Saint-Loup », la même écriture se retrouvant encore en 1376 mais aussi en 1391. Elle changera en 1422 puisqu’on retrouve la forme « Saint-Lou ». La fin du Moyen Âge permet quant à elle d’obtenir un nombre plus important de mentions écrites. En effet, on retrouve successivement les mentions de « Sainct-Loup » en 1461, du « château de Saint-Loup » en 1463, du « seigneur de Saint-Lou » en janvier 1476, de « Saint Lou en Poictou » en janvier 1479, de « Sainct-Loup » en décembre 1480, et enfin de « Sainct-Lou » en mai 1482. Toutes les autres formes proviennent ensuite de l’Époque moderne. On retrouve successivement les mentions de « Saint-Loup » en 1569, « Saint-Lou » en 1598, du « prieuré-cure de Notre-Dame de Saint-Loup » en 1648, puis d’un « hôpital fondé en 1710 par Jacques de Boyer de la boissière ». La dernière mention de cette période étant celle de « Saint-Loup-en-Poitou » en 1761. En ce qui concerne les formes de l’époque contemporaine, on retrouve régulièrement « Saint-Loup-sur-Thouet » et plus récemment « Saint-Loup-Lamairé », la commune de Lamairé ayant été annexée il y a quelques années. En septembre 2011, le conseil municipal a pris une délibération afin d'entamer une procédure de demande auprès du Conseil d'État pour le retour à la dénomination historique : Saint-Loup-sur-Thouet.
En ce qui concerne le Fief-Franc, on retrouve tout d’abord les termes « Francum feodum » en 1258. C’est la première forme connue à ce jour, la seconde mention étant « Feodum francum » de 1263 d’après un texte de l’abbé Vincent d’Airvault. On en obtient seulement trois autres mentions plus tardives : « Saint-Loup le fié-franc » en 1413, « le fief-franc de Saint-Loup » en 1424 et « Fief-Franc et Saint-Loup » en 1447.

## Politique et administration

### Liste des maires
| Période   | Période   | Identité         | Étiquette | Qualité                                         |
| --------- | --------- | ---------------- | --------- | ----------------------------------------------- |
| 1995      | mars 2008 | Paul Parent      | SE        | Conseiller général                              |
| mars 2008 | 2014      | Jacques Bocquier | SE        |                                                 |
| 2014      | En cours  | Pascal Bironneau | PS-DVG    | Cadre supérieur, conseiller général (2008-2015) |

### Politique environnementale
Dans son palmarès 2024, le Conseil national de villes et villages fleuris de France a attribué deux fleurs à la commune.

## Démographie
Jusqu'au début des années 1970, Lamairé et Saint-Loup-sur-Thouet étaient deux communes distinctes avant de fusionner. Le total des deux communes a culminé à plus de 2 100 habitants en 1831 avant de régresser régulièrement jusqu'à tomber en dessous de 1 000 habitants au premier recensement du XXIe siècle.

### Démographie de Lamairé
Pour un article plus général, voir Lamairé.

### Démographie de Saint-Loup-sur-Thouet, puis de Saint-Loup-Lamairé
L'évolution du nombre d'habitants est connue à travers les recensements de la population effectués dans la commune depuis 1793. Pour les communes de moins de 10 000 habitants, une enquête de recensement portant sur toute la population est réalisée tous les cinq ans, les populations de référence des années intermédiaires étant quant à elles estimées par interpolation ou extrapolation. Pour la commune, le premier recensement exhaustif entrant dans le cadre du nouveau dispositif a été réalisé en 2007.

En 2022, la commune comptait 1 038 habitants, en évolution de +6,13 % par rapport à 2016 (Deux-Sèvres : +0,18 %, France hors Mayotte : +2,11 %).
| 1793  | 1800  | 1806  | 1821  | 1831  | 1836  | 1841  | 1846  | 1851  |
| ----- | ----- | ----- | ----- | ----- | ----- | ----- | ----- | ----- |
| 1 374 | 1 649 | 1 505 | 1 563 | 1 799 | 1 644 | 1 686 | 1 606 | 1 684 |

| 1856  | 1861  | 1866  | 1872  | 1876  | 1881  | 1886  | 1891  | 1896  |
| ----- | ----- | ----- | ----- | ----- | ----- | ----- | ----- | ----- |
| 1 611 | 1 547 | 1 583 | 1 502 | 1 503 | 1 701 | 1 435 | 1 401 | 1 354 |

| 1901  | 1906  | 1911  | 1921  | 1926  | 1931  | 1936  | 1946  | 1954  |
| ----- | ----- | ----- | ----- | ----- | ----- | ----- | ----- | ----- |
| 1 306 | 1 271 | 1 189 | 1 129 | 1 133 | 1 181 | 1 147 | 1 129 | 1 067 |

| 1962  | 1968  | 1975  | 1982  | 1990  | 1999  | 2006 | 2007 | 2012 |
| ----- | ----- | ----- | ----- | ----- | ----- | ---- | ---- | ---- |
| 1 058 | 1 028 | 1 196 | 1 189 | 1 143 | 1 001 | 966  | 961  | 926  |

| 2017 | 2022  | - | - | - | - | - | - | - |
| ---- | ----- | - | - | - | - | - | - | - |
| 986  | 1 038 | - | - | - | - | - | - | - |

## Culture locale et patrimoine

### Lieux et monuments
- Château de Saint-Loup-sur-Thouet[31], classé monument historique[32] ;
- Église Notre-Dame-de-l'Assomption et son imposant retable ;
- Église Saint-Léger de Lamairé ;
- Nombreuses maisons anciennes, parmi lesquelles l'ancien hôtel du Parquet à pans de bois, classé depuis 1930[33] et deux autres maisons inscrites, la maison Arouet[34] et une maison avec galerie[35].
- Maison Notre-Dame-du-Bon-Conseil de la Fraternité de la Transfiguration.
- Comme de nombreuses communes de la vallée du Thouet, Saint-Loup-Lamairé est traversée par le sentier de grande randonnée GR 36 qui comporte deux itinéraires différents sur la commune

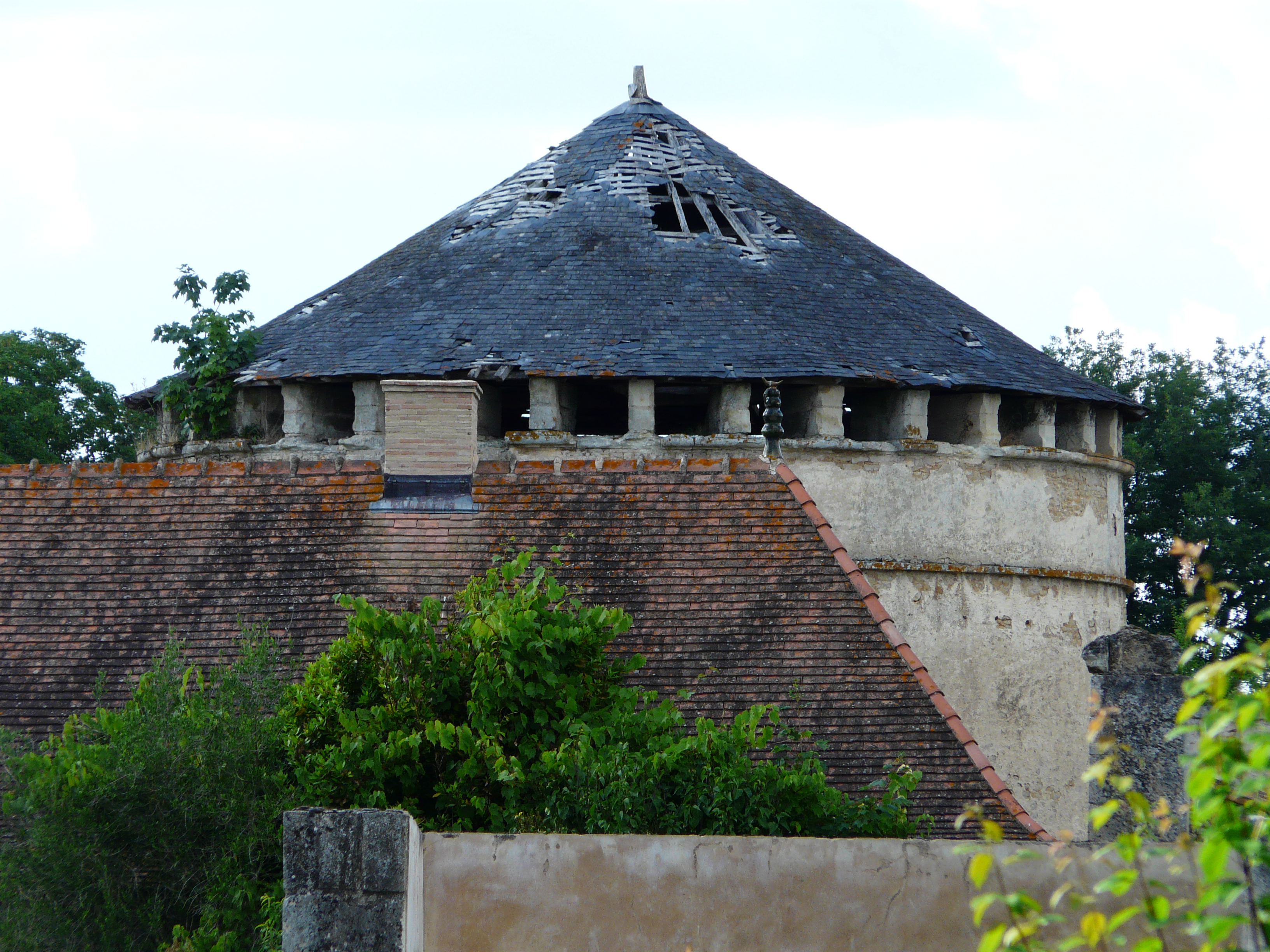
L'ancien pigeonnier du château.
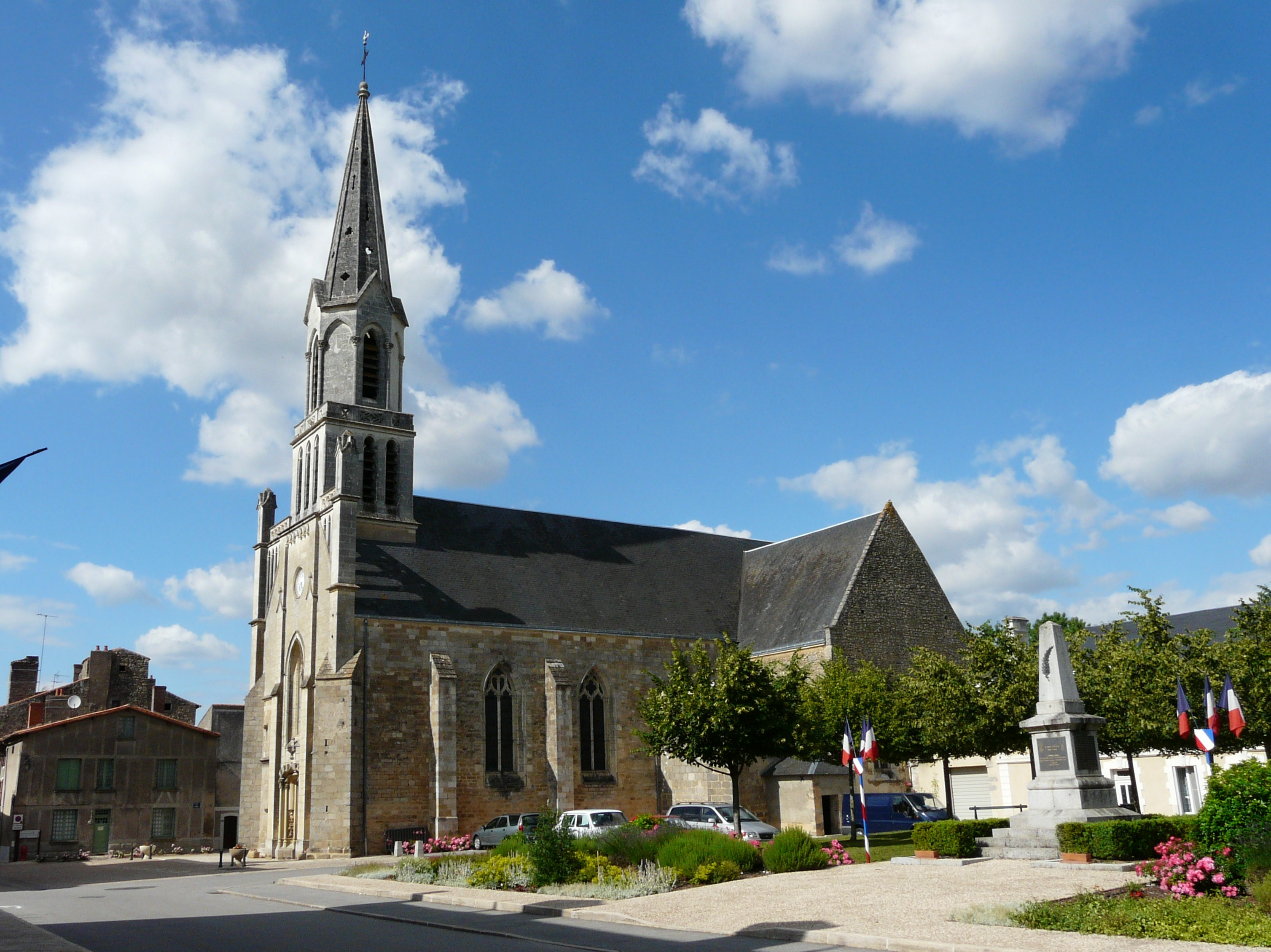
L'église Notre-Dame- de-l'Assomption.
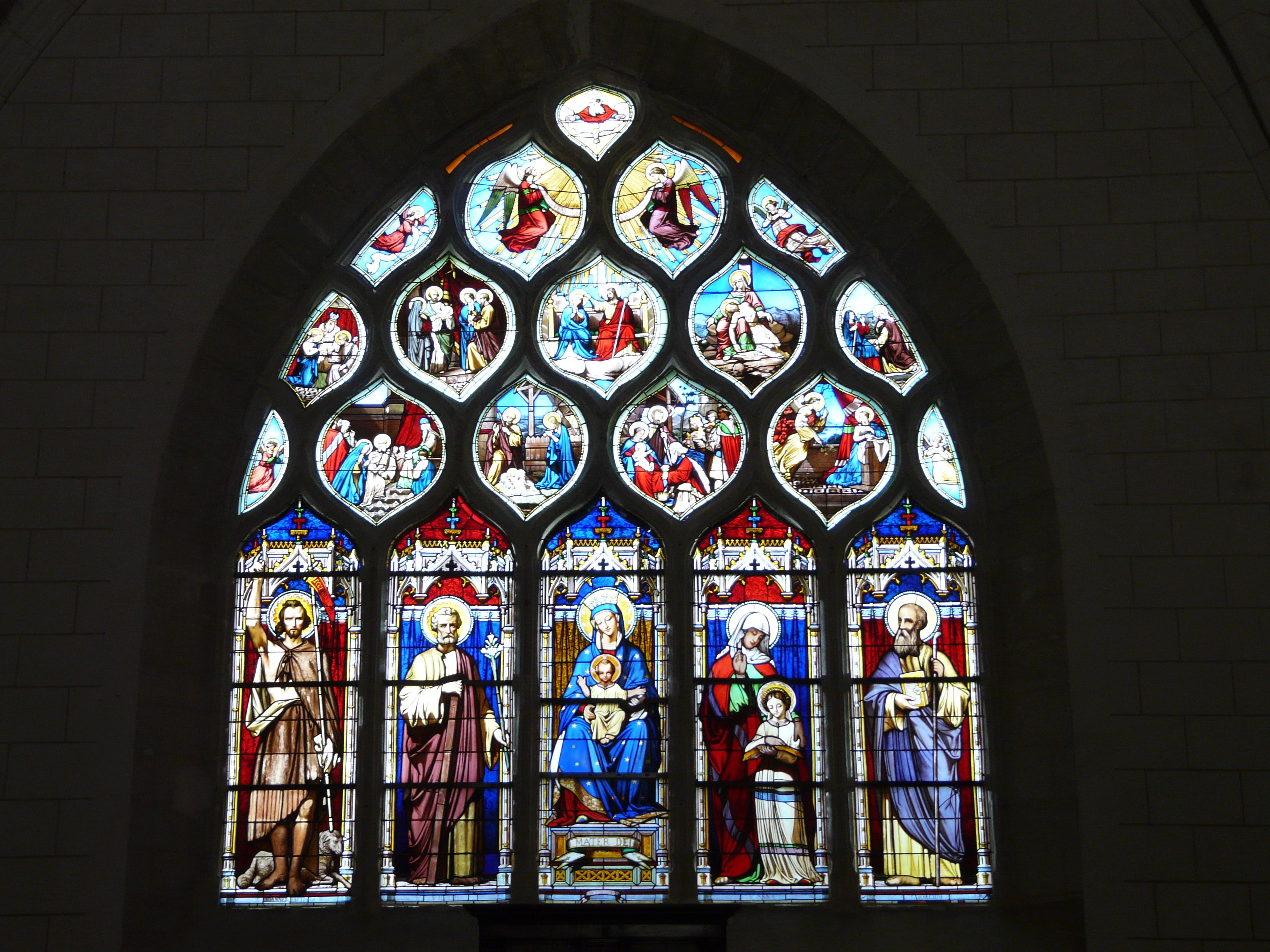
Les vitraux du chœur.
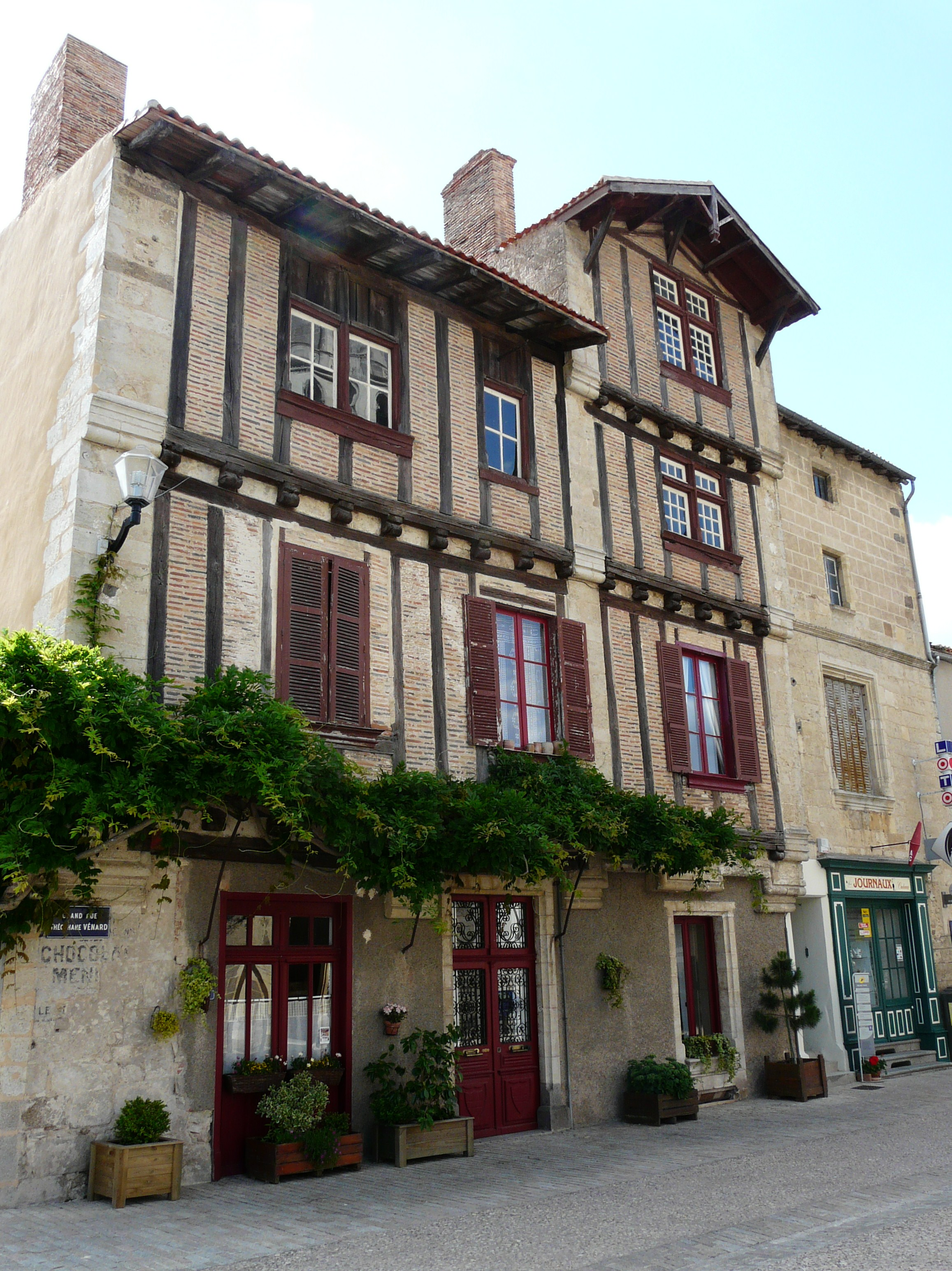
L'ancien hôtel du Parquet.
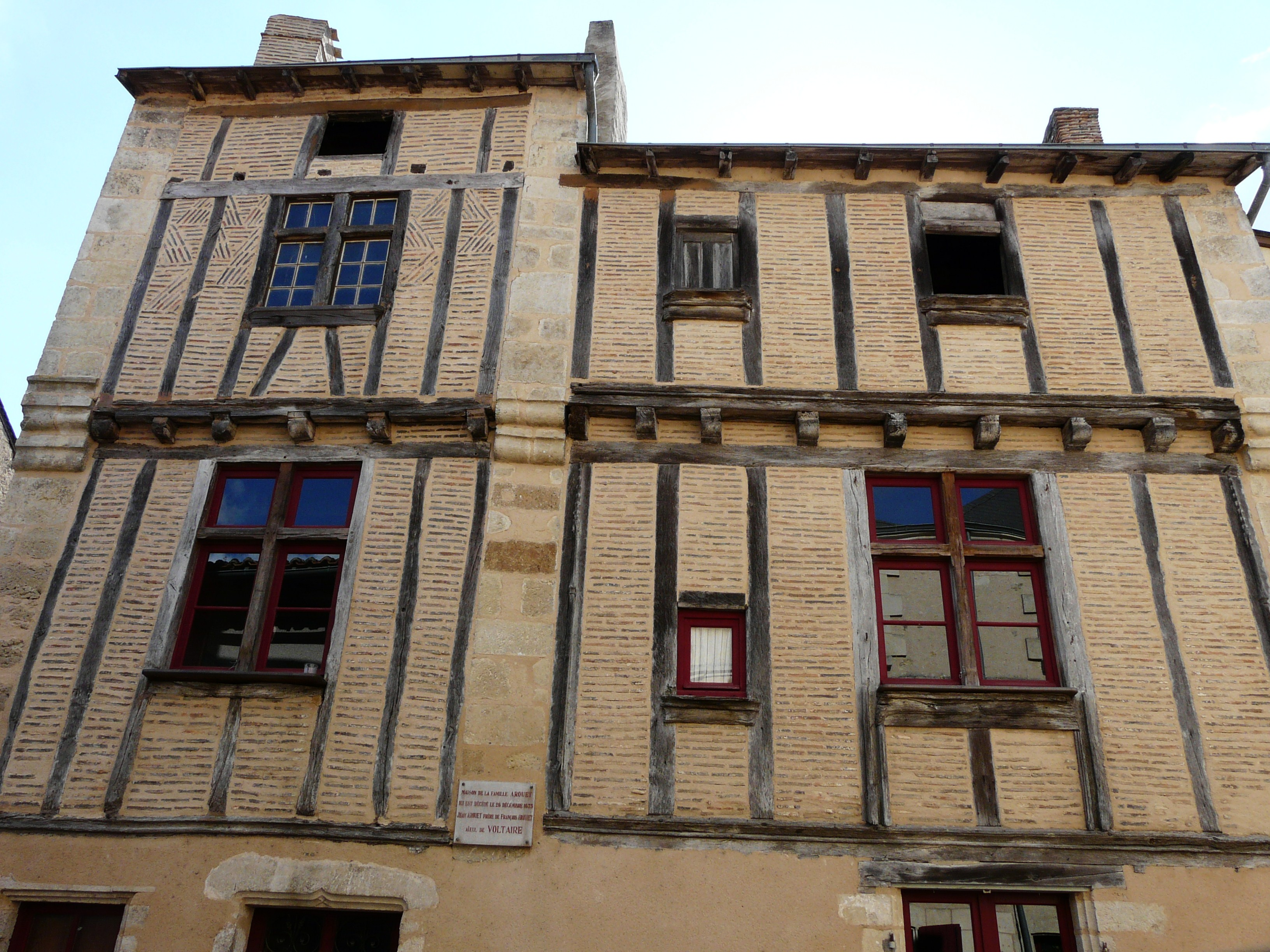
La maison Arouet.
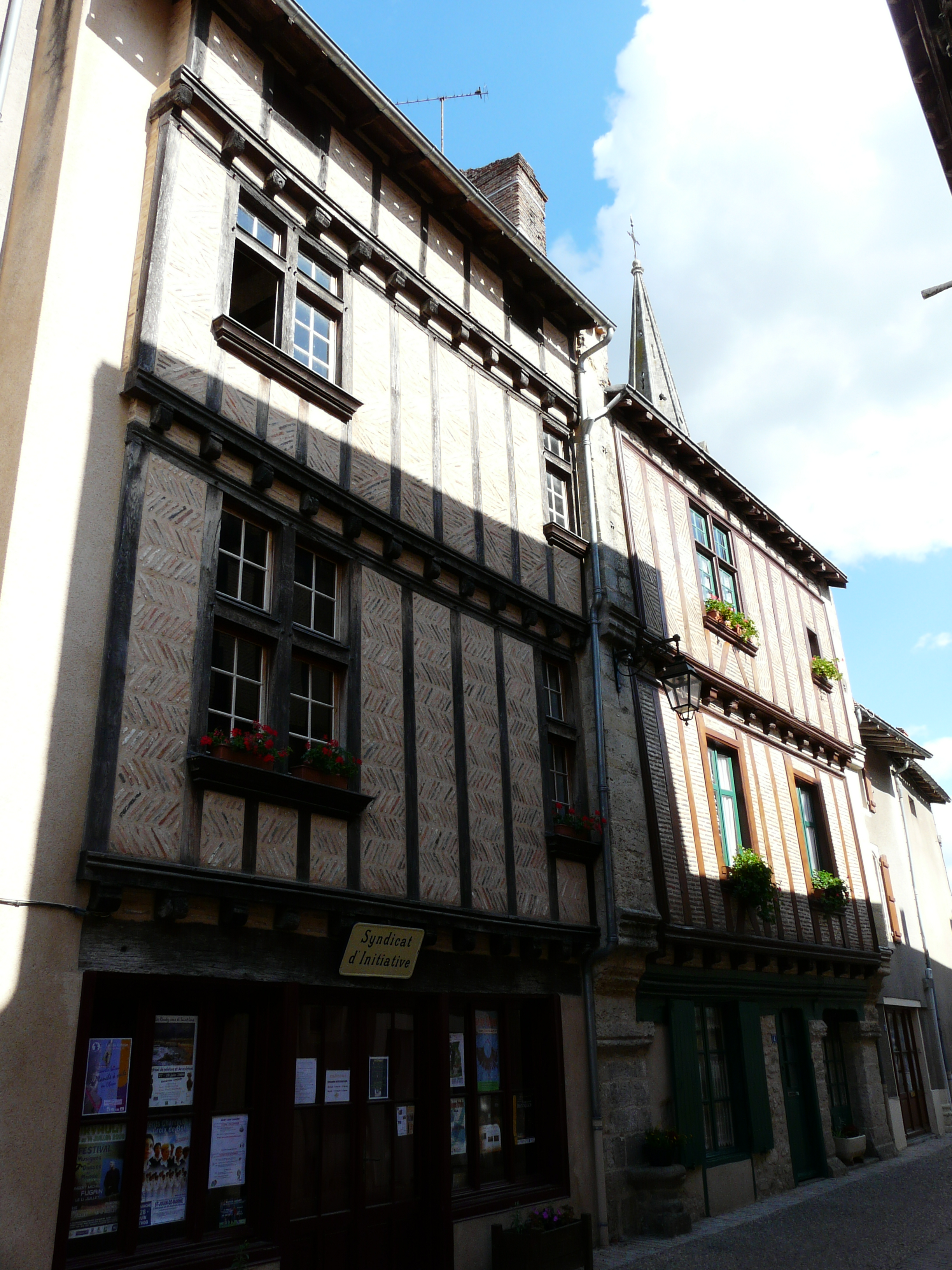
Le syndicat d'initiative.

### Patrimoine bâti

#### Le vieux Château

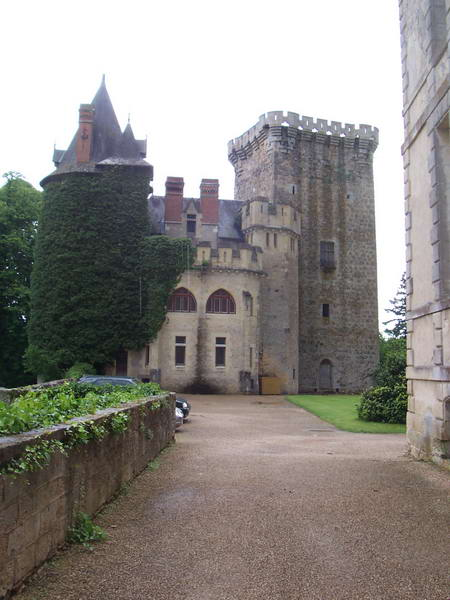
Le château de Saint-Loup.

- Le château construit vraisemblablement par Jean ou Amaury de Dercé n’a pas laissé beaucoup de vestiges. Il ne reste en effet que l’ancienne tour maîtresse formant un rectangle irrégulier relié à une autre tour plus petite et circulaire par un corps de bâtiments juxtaposé aux douves. L’ensemble a subi de nombreuses reprises au cours des siècles, notamment depuis la mise en place des chambres d'hôtes, ce qui rend extrêmement difficile l’étude de l’ensemble castral. Il faut donc retenir la présence d’une tour à l’angle sud-est, de l’ancienne tour maîtresse et d’un corps de bâtiment postérieur reliant ces deux constructions. La tour à pan coupé, accolée au mur nord de la tour maîtresse, accueille un grand escalier à vis qui permet l’accès à la chambre du premier étage et aux appartements des bâtiments juxtaposés.
- La tour maîtresse se développe sur quatre niveaux de nos jours. La salle basse est voûtée en berceau et communique avec la cour par une porte, surmontée d’un arc de décharge, qui accueillait autrefois une herse. La présence de cette herse est d’ailleurs attestée par l’aveu rendu par Nicolas Lepage en 1659, dans lequel il mentionne sa « grande et haute tour carrée et marche coulizée ». On peut même supposer que cette porte était précédée d’un petit pont, surplombant certainement des douves, puisqu’on peut observer deux larges trous de part et d’autre de la base de la porte, permettant probablement d’accueillir un système de poutres. Au premier étage se trouve une chambre dans laquelle il reste une fenêtre ouvrant sur la cour et offrant une vue sur le château du XVIIe siècle. Cette salle était appelée la « salle des Archives » ou « salle du Trésor » car c’est ici qu’étaient conservées les archives de la baronnie et celles de Bressuire. Certains auteurs comme Bélisaire Ledain considèrent que cette salle avait été une prison à l’origine, mais aucune trace ne permet de le prouver. Plus tardivement, elle a accueilli une boulangerie dont les restes de four sont encore visibles. La salle supérieure de la tour maîtresse était la chambre seigneuriale. Elle est accessible par un escalier tournant étroit construit dans l’épaisseur du mur. Elle est voûtée en ogive et deux larges nervures chanfreinées retombant sur des consoles la soutiennent. On peut encore voir la clef de voûte centrale avec son médaillon aujourd’hui vidé de son contenu, qui devait être sculptée auparavant. Les consoles ont laissé des traces de sculptures : la première, au-dessus de la porte, représente un buste d’homme coiffé d’un chaperon, tandis que la seconde représente une Mélusine. Au sud s’ouvre une fenêtre munie d’une profonde embrasure voûtée d’ogive et dont l’intersection des nervures accueille un médaillon représentant les armoiries des Dercé. Le décor se compose d’un écu à deux faces accompagnées de neuf merlettes posées en orle. Dans cette salle, une cheminée est restée en place ; cette dernière se compose d’un manteau droit, dont les angles sont à pans coupés, reposant sur des colonnettes munies de chapiteaux avec motifs floraux. Le couronnement du manteau est doté d’un crénelage dans lequel apparaissent de petits personnages, et sa surface est ornée d’arcatures, de roses et de décors représentant des fenêtres de style gothique. Le centre de ce manteau de cheminée accueille une fleur de lys. Enfin, un angle de cette salle ouvre sur un petit espace destiné aux latrines, ménagé dans l’épaisseur du mur, tandis qu’un garde-manger occupe l’autre côté. Ce sont tous ces marqueurs qui font penser que cette salle correspondait à l’ancien appartement seigneurial des Dercé. Au-dessus de cette ancienne chambre se trouvent les greniers, aujourd’hui complètement démolis et recouverts par une toiture en mauvais état. On peut penser également que ce quatrième niveau avait été repris pour former une terrasse au sommet de la tour maîtresse.

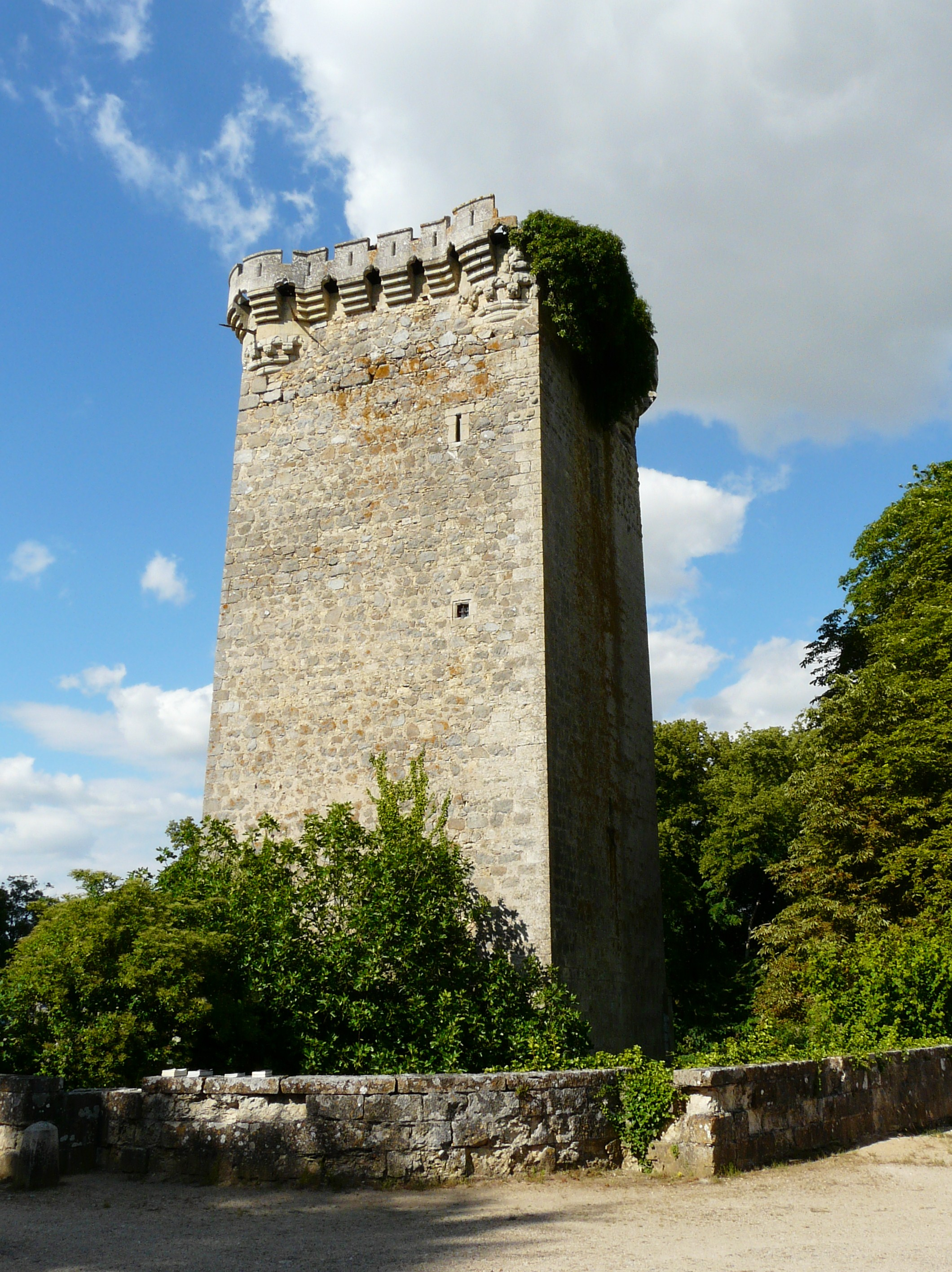
Le donjon de l'ancien château.

- L’inventaire du château de 1748 a permis d’en savoir plus à propos des différentes salles du « vieux château »[36]. En effet, ce dernier mentionne « la grande Tour », c’est-à-dire la tour maîtresse. Il est écrit que cette tour se composait d’une cave, d’un rez-de-chaussée, et de trois étages au-dessus, contenant chacun une chambre. La cave semble effectivement avoir existé puisqu’on peut la voir en entrant par la porte de la tour maîtresse. En effet, le sol du rez-de-chaussée a disparu et on voit ainsi la salle qui était située sous ce dernier à l’origine. Le rez-de-chaussée était destiné aux « valets du receveur et faisait partie de son logement », avec la cave accessible par une trappe. Les premier et deuxième étages constituaient les chambres des valets, et le troisième étage était la prison, avec des cabinets d’aisance. On peut aisément déduire que la prison correspondait en réalité aux greniers puisque la salle située en dessous correspondait à l’appartement des Dercé. Dans ce cas, où se trouvait la prison avant cet inventaire du XVIIIe siècle ? Était-elle au premier étage comme le pense Bélisaire Ledain, avant d’être devenue la « salle des Archives », ou a-t-elle toujours occupé le niveau sommital de la tour maîtresse ? Aucun vestige ne permet de trancher mais il est certain que le niveau supérieur a accueilli cette prison au moins dans la première moitié du XVIIIe siècle. Évidemment, rien ne permet de prouver que cet inventaire correspondait à l’état médiéval du château de Saint-Loup. Il est même probable que de nombreuses reprises avaient déjà été effectuées deux siècles après sa construction initiale. On peut penser notamment à la tour à pan coupé accolée au mur nord de la tour maîtresse ; en effet, cette dernière accueille un escalier qui dessert les trois premiers niveaux du château. Or, à l’origine, ce n’est pas cet escalier qui était utilisé, mais seulement l’étroit escalier à vis construit dans l’épaisseur du mur, et qui permettait l’accès à tous les niveaux de la tour maîtresse. Il partait du rez-de-chaussée, dans l’angle nord-est pour monter jusqu’au sommet. Cependant, cet inventaire constitue le plus ancien témoignage concernant le « vieux château » de Saint-Loup, et il permet d’apporter au moins quelques informations sur son état au XVIIIe siècle. Plus tardivement, en 1856, un état des lieux précise que « tous ces bâtiments, au siècle dernier, étaient en très mauvais état », il est donc probable que les premières reprises avaient déjà dénaturé une partie de l’ancien château, ce qui est visible dans le corps de bâtiment central, qui a perdu son caractère originel.
- Puisque la présence d’un médaillon sculpté avec les armoiries des Dercé est attestée dans la tour maîtresse, on pourrait affirmer que ce dernier a été construit dans la deuxième moitié du XVe siècle comme le pense Bélisaire Ledain. Cependant, ce seul médaillon ne peut suffire en tant qu’élément datant, et une étude plus approfondie de certains éléments de sa structure s’impose pour pouvoir justifier ou non cette hypothèse. Le sommet de la tour maîtresse a été repris au cours des siècles, notamment son crénelage, et cet aspect s’observe également par la reprise de l’appareillage et par un traitement différent des matériaux sur les dernières assises de pierre. De nos jours, il reste des vestiges des anciens mâchicoulis sur consoles à quatre assises. Jean Mesqui, dans ses études, attribue ce type de formule au XVe siècle, comme le prouve l’exemple du château de La Ferté-Milon. Ce phénomène se répète avec les systèmes de hourdage sur console de pierre, que l’on retrouve généralement à partir du XVe siècle, comme à Coucy dans l’Aisne. Cependant, ces reprises sommitales datent certainement du XVe siècle, mais rien ne prouve que toute la partie inférieure de la tour maîtresse soit de la même époque. On peut également attribuer aux XIVe et XVe siècles l’apparition des premières fenêtres à croisillons horizontaux, ou traverses. Les meneaux verticaux et les croisillons horizontaux vont en effet se retrouver assemblés à partir de la fin du XIVe siècle, comme c’est le cas à Septmonts, ou encore à Crouy-sur-Ourcq. C’est ce type de fenêtre que l’on retrouve au sud de l’ancien appartement des Dercé. On peut en effet voir les meneaux et les traverses en état. Le parement du sommet de la tour maîtresse a été repris mais cette fenêtre ne semble pas avoir subi de transformation, ce qui signifie que cet étage serait au moins de la deuxième moitié du XIVe siècle. On retrouve également à Saint-Loup des archères avec croisillon bas. Ce type d’archère va se généraliser dans le Poitou dès le XIIIe siècle. Enfin, André Châtelain a étudié les plans des châteaux. Il explique que vers la fin du Moyen Âge, les différents bâtiments des châteaux cherchaient à constituer un bloc compact. La tour maîtresse se fond alors avec le reste du château et devient ainsi un corps de logis à part entière, mieux protégé par le reste de la forteresse. Ceci semble être le cas à Saint-Loup tant le plan est ramassé, et ce phénomène se retrouve au château de La Ferté-Milon à la fin du XIVe siècle ou à Tarascon au XVe siècle. Tous ces éléments datant permettent d’attribuer la construction de la tour maîtresse de Saint-Loup au plus tôt de la fin du XIVe siècle, même si le système de mâchicoulis sur consoles semble dater du XVe siècle. En effet, les nombreuses reprises du sommet de la tour maîtresse ne permettent pas de justifier la présence de ce type de consoles et mâchicoulis dans l’état initial de la tour. Les reprises du parement sont visibles extérieurement environ à la moitié du dernier étage, ceci pourrait donc expliquer la présence à la fois de la voûte d’ogive de la grande salle, de l’embrasure également voûtée d’ogives avec les armoiries des Dercé. De plus, on peut supposer que l’étage réservé à l’ancienne prison devait être plus élevé à l’origine, et que les reprises successives l’ont réduit à un simple grenier, aujourd’hui dégarni. De ce fait, on ne peut pas affirmer comme le note Bélisaire Ledain que ce château serait à attribuer à Jean ou Amaury de Dercé à la fin du XVe siècle. Il semblerait plutôt que l’un de ces derniers ait repris le sommet de la structure afin d’y construire son appartement, mais la tour maîtresse était certainement déjà en place depuis la fin du XIVe siècle. On peut donc affirmer que la tour maîtresse doit être attribuée à la famille des Dercé dès la fin du XIVe siècle et que des reprises architecturales ont dû être effectuées à l’extrême fin du XVe siècle par Jean ou Amaury de Dercé.

#### Les fortifications urbaines
- Pour établir le périmètre occupé par l’enceinte urbaine médiévale, on ne peut s’appuyer que sur un plan inédit de 1740 sur lequel des traces d'enceinte urbaine sont encore visibles. La présence de ces fortifications est attestée à l’époque moderne grâce à un aveu rendu par Nicolas Lepage à Louis XIV en 1659, dans lequel il est noté « ma ville clause de murailles dudit fief Franc, vulgairement appelée Saint-Loup, entourée de fossez plain d'eau », mais aussi sur la carte de Cassini plus tardivement qui montre une ville murée. Sur le plan de 1740, on remarque qu’aucun mur d’enceinte n’est dessiné du côté opposé du canal, c’est-à-dire du Thouet, à l’ouest. On peut pourtant penser que la ville devait être fortifiée de ce côté puisque le pont et le Thouet, peu profond et peu large à cet endroit, ne devaient pas constituer une défense naturelle suffisante pour bloquer les assaillants. L’enceinte urbaine devait être rattachée aux douves du château des Dercé et s’étendait jusqu’au « Grand pont » à l’ouest. Le plan de 1740 montre des restes de fortifications à l’est, le long du canal qui longe le chemin des Rivières. Elles s’étendaient du château au nord jusqu’à la porte de la Roche au sud-est. À l’ouest, on peut également observer des traces de murs longeant la place des Poulies, qui partaient du château au nord pour rejoindre le moulin à tan au sud-ouest. Cependant, le plan ne montre pas de douves à l’avant de l’enceinte urbaine. Quel était le système hydraulique mis en place le long du mur d’enceinte ? On peut penser que les fortifications longeaient certainement le Thouet à l’ouest et le canal à l’est, ce qui devait suffire pour défendre la ville, mais rien ne permet de le confirmer. De nos jours, les seuls vestiges visibles sont ceux d’une tour et de murs contigus le long du chemin des Rivières, le long du canal au sud, mais aussi ceux d’une autre tour avec quelques restes de murs au nord-est, vers la sortie de la ville. Les structures sont assez similaires, il s’agit de murs maçonnés avec de petits moellons irréguliers, et on peut encore entrevoir quelques trous de boulins par endroits.
- Deux ou trois portes devaient se tenir à Saint-Loup, comme l’atteste le plan de 1740. Il semblerait que ces dernières étaient encore visibles au début du XIXe siècle. Au sud-est se tenait la porte de la Roche, dont un gond était encore visible dans des murs dans les années 1980. Elle permettait d’accéder à Crémille ou encore à Lamairé. La seconde se situait au nord-est, et s’appelait la porte Saint-Jean. Elle s’ouvrait juste avant le pont Saint-Jean en direction du faubourg du même nom, aussi appelé faubourg de Bérard, et a été démolie vers 1830. Elle permettait l’accès à Airvault et Assais par le nord-est en passant par l’actuelle rue Jacques de Boyer. Ces deux portes étaient flanquées de deux tours rondes sur le plan, mais était-ce encore l’état médiéval ou était-ce dû à des ajouts ultérieurs ? Aucune source ne permet à ce jour de répondre à cette question. Enfin, comme le précise Charles Bouniot dans son étude, le plan de 1740 semble montrer un portail à l’entrée du pont qui surmonte le Thouet au sud, surnommé le « grand pont », une porte devait donc se tenir ici pour contrôler et bloquer les accès à la ville par l’ouest. Même si aucune mention ne justifie leur existence à l’époque médiévale, il est fort probable qu’elles aient été mises en place dès le XVe siècle pendant la construction de l’enceinte urbaine.

#### L'église Notre-Dame
- Une première église existait dans l'ancien enclos castral, non loin du vieux château au nord, mais cette dernière a été détruite. La fondation de l’église Notre-Dame date de la deuxième moitié du XVe siècle. Elle est mentionnée dans le pouillé du diocèse de Poitiers en tant que « prieuré-cure » de Notre-Dame de Saint-Loup et ne réapparaîtra plus sous le vocable de Saint-Loup à partir du XVIIe siècle. Elle a connu beaucoup de remaniements au cours des siècles mais son plan primitif est resté inchangé.
- L’église avait une architecture simple et modeste à la fin du Moyen Âge. Elle est fondée sur un plan en forme de croix latine terminé par un chevet droit. Chaque angle extérieur correspond à un contrefort, suivant l’usage pratiqué au XVe siècle. C’est un plan doté d’une seule nef large, dont les murs gouttereaux sont percés par deux baies flamboyantes. Le chevet s’étendait sur deux travées, terminé par un pan de mur droit qui était ouvert par une large fenêtre flamboyante, comme nous l’a précisé l’abbé Barbier en 1850. On retrouve ce type de chevet à Notre-Dame de Bressuire, ou même à Notre-Dame de Courlay. L’ensemble de la nef était voûté en bois tandis que le chevet avait une voûte basse en pierre, appuyée sur des nervures prismatiques se confondant avec celles des colonnes. La façade était ouverte par une porte très sobre dont l’arc en tiers-point se terminait par une console, certainement destinée à accueillir une statue. Au registre supérieur se trouvait une baie flamboyante. Enfin, le niveau le plus élevé correspondait à un haut pignon triangulaire dont le sommet formait une bretèche percée par trois baies ouvertes, qui devaient accueillir autrefois trois clochetons. D’autres pignons aigus étaient visibles aux extrémités des bras du transept et du chevet, mais ils étaient dépouillés de leur charpente primitive.
- À partir de 1877 ont eu lieu de nombreuses réparations, sur les plans de l’abbé Brisacier. La façade a été démolie, à l’exception des contreforts d’angle, pour laisser place à une façade percée d’une porte et d’une fenêtre plus ornementée, conservant le style gothique flamboyant du XVe siècle. Au-dessus de cette dernière s’élève une tour munie d’une flèche en pierre qui a pris la place de l’ancienne bretèche. De plus, les parties supérieures des murs de l’église ont été reprises et des fenêtres ogivales avec remplages simples ont été mises en place face à chaque travée, sauf du côté nord où une baie est manquante. Des voûtes en briques ont remplacé l’ancienne voûte en bois de la nef et celle en pierre du chevet. Seule la voûte primitive du bras de transept nord est restée intacte. Enfin, des nouvelles charpentes ont été mises en place sur les nouveaux pignons agrémentant l’édifice.
- Du point de vue ornemental, l’église a conservé un beau retable d’autel en pierre, du XVIIe siècle, divisé en trois grands panneaux encadrés par des colonnes autour desquelles s’enroulent en spirale des guirlandes de feuilles sculptées et dorées. Le panneau central est divisé en deux registres : le registre inférieur représente la Vierge du Rosaire tandis que le registre supérieur arbore un fronton et contient une Notre-Dame de Pitié. Le panneau gauche du retable est orné d’une statue de saint Bernard et celui de droite d’une statue de sainte Thérèse. Enfin, l’église possède encore d’anciennes statues de sainte Radegonde et de sainte Catherine, ainsi que des tableaux de diverses époques, dont le plus bel exemple représente un Christ en croix peint à la manière italienne au XIVe siècle.
- Non loin de l’église, au sud, se trouvait l’ancien cimetière paroissial, à l’emplacement de l’actuelle place du Docteur-Bouchet. La première mention connue date du plan de 1740 sur lequel elle apparaît. Une autre preuve de son existence nous provient de 1749, dans laquelle il est précisé que le cimetière était entouré « de petits murs et de grilles en ses quatre entrées ». Cependant, on peut penser que ce dernier a été mis en place en parallèle de l’église Notre-Dame, mais rien n’appuie cette hypothèse.

### Personnalités liées à la commune
- François Arouet, grand-père de Voltaire, est né vers 1605 à Saint-Loup-sur-Thouet. Les Arouet sont tanneurs et marchands d'étoffes.
- Jean Joseph Tonnet-Hersant (1784-1875), homme politique, maire d'Ardin, député des Deux-Sèvres de 1828 à 1829.
- Saint Théophane Vénard (1829-1861), missionnaire martyr français, est né à Saint-Loup-sur-Thouet et mort au Tonkin.
- Ernest Voyer (1896-1981), homme politique, maire de L'Aigle en 1945, député de l'Orne de 1945 à 1967.

### Héraldique
| Blason | Blasonnement : Deux écus accolés : D’argent aux deux faces de gueules accompagnées de neuf merlettes du même ordonnées en orle 4.2.2.1 et de gueules aux trois pals de vair au chef d’or. |